# Domingo S. Arenas
Domingo S. Arenas Nunes fue un político peruano. Su abuelo paterno Manuel Antonio Arenas Merino fue Presidente del Perú entre 1885 y 1886.
En 1907 fue elegido diputado suplente por la provincia de Yauli junto con Julio East que fue elegido diputado titular. Desempeñó su mandato durante los primeros gobiernos de José Pardo y Barreda y Augusto B. Leguía.